# Ponte di Tasso
Il ponte di Tasso è un antico ponte di Ascoli Piceno che attraversando il torrente Castellano collega la frazione di Castel Trosino con la strada Ascoli-Rosara. Anche se in disuso la struttura è ancora percorribile.

## Storia e descrizione
Il ponte, di cui non si conoscono le origini del nome dato, fu costruito in epoca medioevale e serviva per superare il torrente Castellano. Costruito con blocchi di travertino, tipico materiale del territorio Piceno, è strutturato con un'unica campata e presenta la tipica forma ad arco a tutto sesto. Da entrambe le sponde, è raggiungibile solo tramite sentieri.
Fu ristrutturato e consolidato negli anni trenta del XX secolo che rese di nuovo la struttura usufruibile.